# West Thames College

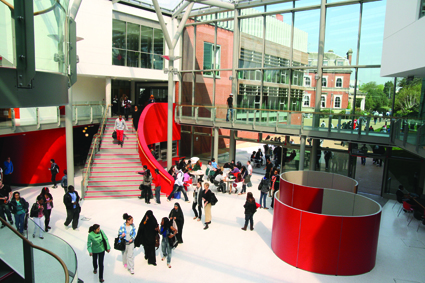
Il West Thames College nel 2010

Il West Thames College (fino al 1993 Isleworth Polytechnic) è un college britannico, che accoglie circa 6500 studenti ogni anno. Esso comprende due campus nel London Borough of Hounslow, nel Middlesex, Inghilterra: il campus principale si trova a Isleworth, il minore a Feltham.